# 弾爵 -ダンシャク-
『弾爵 -ダンシャク-』は、2006年1月26日に日本のタイトーから発売されたニンテンドーDS用シューティングゲーム。
ドイツのゲーム会社Shin'enが開発したNanostray(ナノストレイ)を日本向けに一部修正したものである。

## Nanostrayについて
上記のShin'enが制作した縦スクロールシューティングゲームである。なお、ニンテンドーDSでは数少ないゲームジャンルである。自機、敵機、フィールドなどはすべて3Dモデルで制作されている。
上画面がSTG画面となっており、下画面ではレーダーの確認や4つある武器の切り替えなどが可能である。使用できる4つの武器はそれぞれ特徴が大きく異なり、エネルギーを使用することで更に強力な攻撃が可能である。各ステージ間のタイトルが日本語で記述されているのも大きな特徴である。また、オンライン対応のスコアランキング機能も使用できる。
Shin'enは、システムが大きく変わった続編であるNanostray2を開発している。

## 武装
- パルス
- サイドショット
- シーカー
- ライトニング
- スマートボム

## ゲームモード
モードは5種類ある。
- アドベンチャーモード

難易度を3段階選択して8ステージを通してプレイしていくモード。
- アーケードモード

8ステージの中から好きなステージを選ぶモード。ランキングは3位まで入れば記録できる。
- チャレンジモード

特定のスコア、ボーナス、テクニックを達成すると、アーケードモードの隠し要素を獲得していくモード。
- マルチプレイヤーモード

通信プレイヤーで友達と対戦するモード。
- ギャラリー＆ジュークボックスモード

チャレンジモードをクリアしていると出現する。